# Herse (Gemahlin des Danaos)
Herse (altgriechisch Ἕρση Hérsē) ist in der griechischen Mythologie eine der Gattinnen des Danaos, dem sie zwei Töchter gebar. Ihre überlieferten Namen sind: Hippodike und Adiante.
Nach der Massenhochzeit der 50 Töchter des Danaos mit den 50 Söhnen des Aigyptos, bei der das Los über die Paarbildungen entschied, töteten auch die Töchter der Herse ihre Ehemänner in der Hochzeitsnacht.